# Zsuzsanna Nagy (judokate)
Pour les articles homonymes, voir Zsuzsanna Nagy et Zsuzsa Nagy.
Zsuzsanna Nagy ou  Zsuzsa Nagy, née le 3 novembre 1975 à Budapest, est une judokate hongroise.

## Titres en judo
- 1991 : médaille d'or aux Championnats d'Europe dans la catégorie –61 kg